# Сеоба птица
Сеобом птица назива се лет птица с подручја где се гнезде у зимска боравишта и назад, које се одвија сваке године. Птичје врсте које селе само једним својим делом називају се делимичним селицама. Оне које уопште не одлазе из подручја гнежђења називају се станарицама.

## Птице станарице
У птице станарице убрајамо све врсте птица које су током цијеле године присутне. Најпознатије од њих су врабац, сјенице, вране, чавке, гачци и друге врсте.

## Птице селице
Познато је да у топлије крајеве селе ласте, роде, славуји, кукавице и друге врсте. Мали број птица селица одлази у топлије крајеве по правој линији од територија гдје се гнијезди до територије гдје преживљава хладнији период и гдје налази храну. Многе птице лете долинама ријека и обалама мора и океана.
Неке птице лете само ноћу а неке само дању, док већина лети и дању а и ноћу. Неке врсте птица као што су кукавице и многе грабљивице лете појединачно док већина врста птица лети у јатима, правилно распоређене. Распоред је карактеристичан за врсту. Иако неке лете правилно распоређене неке од њих лете без распореда.
За неке врсте птица карактеристично је да јато води бригу о свакој птици појединачно. Код ждралова, на примјер, ако нека птица заостаје, ако је изнемогла, не може више да лети и спушта се на земљу, цијело јато се одмах спусти и чека да се птица опорави и настави свој лет.

## Разлози сеобе птица
Биолошка подлога сеобе птица може се посматрати из угла гледања екологије, физиологије и историје развоја.

### Еколошки разлози
Најважнији еколошки разлог је екстремна разлика у количини расположиве хране зависно од годишњег доба: Док је у пролеће и лето у Северној и Средњој Европи понуда инсеката за птице које се њима хране врло богата, зими је тако хладно, да их готово нема па би велике птичје популације патиле и угинуле због недовољно хране. Насупрот томе, у јужнијим крајевима, зимовалиштима птица селица, концентрација птица нарасте до мере, да хране нема довољно за полагање јаја као нити касније за подизање младунаца.
Ова селидба је за птице врло исцрпљујућа, па је то на неки начин „решење за нужду“ (тачније, еволуционарно прилагођавање) оних врста које у принципу могу опстати само у подручјима топле климе које су тај облик понашања развиле током своје историје развоја како би могле користити ресурсе и у подручјима која не могу настањивати целу годину.
Задњих година су примећене промене селидбеног понашања многих птичјих популација што неки научници доводе у везу с променама климе: све већи број птица које су се обавезно селиле, у међувремену презимљује у Средњој Европи, као на пример црнокапе грмуше (Sylvia atricapilla) и обични звишци (Phylloscopus collybata). Неке популације чворака чак су смер своје селидбе сасвим окренуле и селе се према северу, у велике градове у којима и зими могу наћи довољно хране. Могуће је, да кроз дуже раздобље познати систем сеобе птица Европа - Африка и назад потпуно нестане.

## Генетички и физиолошки разлози
Да ли ће нека птица селити, куда ће ићи и кад ће наступити селидбени немир, део је њеног генетичког насљеђа: смер селидбе и трајање лета су урођени. То су, између осталог, утврдили научници Петер Бертолд, Еберхард Гвинер и Волфганг Wiltschko. Постоје врсте код којих део популације, долазећи са севера Алпе обилази летећи у смеру југоистока, док их други део обилази у смеру југозапада. Ако се паре јединке из ових различитих делова исте популације, њихови потомци бирају средњи правац, или чак лете на север, на британска острва.
Даље, птице које су од малена подизане у константним лабораторијским условима па никада нису биле у контакту са сродницима у слободној природи, нису познавале годишња доба. Па ипак су показивале типични селидбени немир, што значи повећање моторичких активности у јесен и пролеће. Размак између једног јесењег селидбеног немира и следећег, најчешће је био краћи од пуних годину дана. То се сматра доказом да је спремност за сеобу додуше урођена, али оптимални тренутак поласка бар у мањој мери условљавају конкретни услови (на примјер временски услови и количина расположиве хране) у околишу.
Врло очигледан доказ генетичке условљености селидбеног понашања су кукавице. Сасвим независно да ли су младунче излегли и подигли родитељи врсте станарица, скиталица или селица, младунци увек сами налазе пут до зимовалишта у источним деловима Африке.
Предмет интензивних истраживања у новије време су тачни физиолошки и хормонски процеси који на крају доводе до почетка сеобе.

### Разлози проистекли из историје развоја
На који начин је током историје развоја настала сеоба, још увек је предмет шпекулирања, јер не постоје фосилни налази који би доказивали тај начин понашања. Једино се може разумети што изазива задржавање прирођене способности за сеобу: ако је количина хране на одредишту сеобе довољна, већина селица преживи. Ако хране нема довољно, угибају. То значи: само оне птице које су захваљујући наслеђеним особинама одабрале тачан смер и примерену путању лета преживљавају, и преносе своје гене заједно са селидбеним понашањем на следећу генерацију.
То значи, да се и данас сеоба птица одржава селекцијом најбоље прилагођених јединки.

## Оријентација
За оријентисање на свом путу, селице користе свој унутрашњи компас, али и положај Сунца и звезда.
- „Унутрашњи компас“ је вероватно у ствари рецептор за магнетно поље у оку птица (резултати неких новијих студија указују на то).
- Експерименти с птицама из вештачког узгајања показали су, да птице уче оријентисање према положају звезда.
- Способност птица да „виде“ УВ светлост омогућава им оријентацију према положају сунца и кад је оно прекривено облацима.
- Нека истраживања указују, да се птице за оријентацију служе и маркантним објектима у околини (ауто-путеви, светла градова, ток реке, планински низ..)

## Сеоба и размена материја
Како би издржале преваљивање великих удаљености без исхране, птице користе масне залихе које су сакупиле пре почетка сеобе. Оне чак ради добијања довољне количине енергије делом користе и беланчевине властитих унутрашњих органа. Код овог процеса названог и изгарањем масноћа и беланчевина ослобађа се вода што у значајној мери смањује њихову потребу за пијењем.
Код сивих мухарица доказано је 1980их да њихово задржавање у оазама Сахаре зависи о резервама масти. Добро ухрањене птице задржавале су се краће од слабије ухрањених. Сличне резултате показале су и бројне лабораторијске студије: слабије храњене птице показивале су мањи селидбени немир од истоврсних птица које су бољим храњењем добиле веће масне резерве.